# I liga urugwajska w piłce nożnej (2003)
- Mistrz Urugwaju 2003: CA Peñarol
- Wicemistrz Urugwaju 2003: Club Nacional de Football
- Copa Libertadores 2004: CA Peñarol (mistrz Urugwaju), Club Nacional de Football (wicemistrz Urugwaju), Fénix Montevideo (zwycięzca turnieju Liguilla)
- Copa Sudamericana 2004: CA Peñarol (Mistrz Urugwaju), Danubio FC (Wicemistrz Liguilla)
- Spadek do drugiej ligi: River Plate Montevideo, Villa Española Montevideo, Juventud Las Piedras.
- Awans z drugiej ligi: Cerrito Montevideo, Rentistas Montevideo, Rocha

Mistrzostwa Urugwaju w roku 2003 podzielone zostały na dwa turnieje  – Apertura i Clausura. Zwycięzcy obu tych turniejów zmierzyli się w półfinałowym meczu o mistrzostwo Urugwaju. Zwycięzca miał potem zmierzyć się z pierwszą drużyną w tabeli całorocznej. Ponieważ zwycięzcą półfinału i pierwszym w tabeli całorocznej był ten sam klub, nie było już konieczności rozgrywania kolejnego meczu i mistrzem Urugwaju został CA Peñarol. Tabela sumaryczna zadecydowała o tym jakie trzy kluby spadną do drugiej ligi. Były to dwa najsłabsze zespoły z Montevideo i jeden najsłabszy z prowincji. Na koniec rozegrano turniej Pre-Liguilla, mający na celu wyznaczenie klubów, które reprezentować będą Urugwaj w międzynarodowych pucharach w roku 2004.

## Torneo Apertura 2003

### Apertura 1
| Data           | Mecz |
| -------------- | --- |
| 21 lutego 2003 | CA Peñarol – Defensor Sporting 2:1 Fabián Canobbio 43, Fabián Estoyanoff 89 – Danilo Peinado 17                |
| 22 lutego 2003 | Tacuarembó – Club Nacional de Football 1:1 Víctor Píriz 17 – Alejandro Mello 33                                |
| 22 lutego 2003 | Deportivo Maldonado – Central Español Montevideo 2:0 Miguel Ximénez 73, Pablo Ramírez 77                       |
| 23 lutego 2003 | Colonia Juan Lacaze – River Plate Montevideo 0:2 Richard Porta 39, Adrián Sarkissian 93                        |
| 23 lutego 2003 | Liverpool Montevideo – Miramar Miramar Misiones 0:0                                                            |
| 23 lutego 2003 | Montevideo Wanderers – CA Bella Vista 1:1 Julio César Ramírez 84k – Mario Piñeyro 16                           |
| 23 lutego 2003 | Juventud Las Piedras – Danubio FC 0:2 Marcelo Sosa 37, Carlos Barrionuevo 90                                   |
| 23 lutego 2003 | CA Cerro – Villa Española Montevideo 1:0 Juan Marcelo Toya 27                                                  |
| 23 lutego 2003 | Fénix Montevideo – Plaza Colonia 3:1 Nicolás Vigneri 44, Milton Cortés 60, Germán Hornos 78 – Osvaldo Carro 28 |

### Apertura 2
| Data           | Mecz |
| -------------- | --- |
| 28 lutego 2003 | Juventud Las Piedras – Deportivo Maldonado 0:0                                                                                       |
| 1 marca 2003   | Montevideo Wanderers – Villa Española Montevideo 3:2 Ismael Espiga 35, Sergio Blanco 46, Jorge Martínez 90 – Daniel Hernández 67, 94 |
| 1 marca 2003   | Plaza Colonia – CA Peñarol 0:2 Fabián Estoyanoff 1, Antonio Pacheco D’Agosti 12                                                      |
| 2 marca 2003   | Miramar Miramar Misiones – Colonia Juan Lacaze 4:0 Víctor Hugo Pedrozo 10, Martín Crossa 16, 20, 65                                  |
| 2 marca 2003   | Liverpool Montevideo – Tacuarembó 0:3 Víctor Píriz 40, Luis Cor 46+k, Juan Carlos Reyes 66                                           |
| 2 marca 2003   | Club Nacional de Football – River Plate Montevideo 1:0 Julio Rodríguez 71                                                            |
| 2 marca 2003   | CA Bella Vista – CA Cerro 0:0 |
| 2 marca 2003   | Danubio FC – Central Español Montevideo 3:0 Omar Pouso 18, Diego Perrone 48, 78                                                      |
| 2 marca 2003   | Fénix Montevideo – Defensor Sporting 3:2 Javier Cámpora 3, Juan Cabrera 67, Nicolás Vigneri 70 – Sebastián Taborda 12, 30            |

### Apertura 3
| Data         | Mecz |
| ------------ | --- |
| 7 marca 2003 | Defensor Sporting – Plaza Colonia 1:0 Danilo Peinado 68                                                                                               |
| 8 marca 2003 | Tacuarembó – River Plate Montevideo 3:0 Sebastián García 45, 59, Víctor Píriz 49                                                                      |
| 8 marca 2003 | CA Peñarol – Juventud Las Piedras 4:1 Fabián Estoyanoff 3, 13, Nicolás Rotundo 18, Antonio Pacheco D’Agosti 89 – Joe Bizera 54s                       |
| 9 marca 2003 | Colonia Juan Lacaze – Club Nacional de Football 1:2 Luis Peña 54k – Claudio Dadomo 17, Angbwa Benoit 36                                               |
| 9 marca 2003 | Montevideo Wanderers – Liverpool Montevideo 4:2 Ánderson Silva 15, Jorge Martínez 40, 80, Juan Carlos Parra 50 – Alexander Medina 3, Juan Morán 65k   |
| 9 marca 2003 | CA Bella Vista – Miramar Miramar Misiones 0:4 Martín Crossa 50, 76, Adrián Speranza 63, Edgardo Simovic 83                                            |
| 9 marca 2003 | Danubio FC – Villa Española Montevideo 6:1 Omar Pouso 25, Carlos Barrionuevo 35, 50, Juan Manuel Olivera 75, 80, Juan Salgueiro 87 – Robert Cañete 34 |
| 9 marca 2003 | CA Cerro – Deportivo Maldonado 2:0 Sebastián Álvarez 49, Adrián Romero 64                                                                             |
| 9 marca 2003 | Central Español Montevideo – Fénix Montevideo 2:1 Aldo Fabián Díaz 50, 73 – Marcelo Otero 86                                                          |

### Apertura 4
| Data          | Mecz |
| ------------- | --- |
| 15 marca 2003 | Plaza Colonia – Club Nacional de Football 0:1 Marco Vanzini 54                                                                    |
| 15 marca 2003 | CA Peñarol – Montevideo Wanderers 0:2 Julio César Ramírez 45k, Ronald Ramírez 79                                                  |
| 16 marca 2003 | Defensor Sporting – Colonia Juan Lacaze 3:0 Nicolás Amodio 46+, Gonzalo Vargas 59, Marcelo Correa 91                              |
| 16 marca 2003 | Central Español Montevideo – Tacuarembó 1:1 Leandro Manesco 16 – Sebastián García 27                                              |
| 16 marca 2003 | River Plate Montevideo – Fénix Montevideo 0:2 Germán Hornos 13, 81                                                                |
| 16 marca 2003 | Danubio FC – Liverpool Montevideo 1:3 Juan Manuel Olivera 30 – Juan Morán 56k, Óscar Alsina 91, Walt Báez 93s                     |
| 16 marca 2003 | Deportivo Maldonado – Miramar Miramar Misiones 3:1 Agustín Márquez 31, Juan Ignacio Silva 60, Richard Pérez 66 – Martín Crossa 45 |
| 16 marca 2003 | Villa Española Montevideo – CA Bella Vista 1:2 César Cuello 75 – Paulo Medina 44, Luisao 77                                       |
| 16 marca 2003 | CA Cerro – Juventud Las Piedras 2:0 Juan Marcelo Toya 15, 90                                                                      |

### Apertura 5
| Data          | Mecz |
| ------------- | --- |
| 21 marca 2003 | Defensor Sporting – Central Español Montevideo 2:0 Leonel Libermann 14k, Gonzalo Taborda 73                                       |
| 22 marca 2003 | Colonia Juan Lacaze – Tacuarembó 2:1 Leonardo Medina 24, 74 – Sebastián García 66                                                 |
| 22 marca 2003 | CA Bella Vista – Juventud Las Piedras 6:0 Luisao 15, Gustavo Díaz 22k, Daniel Gamarra 32, 65, Paulo Medina 47, Fabián Yantorno 88 |
| 22 marca 2003 | Danubio FC – CA Peñarol 3:2 Diego Perrone 52, 76, 87 – Marcelo de Souza 19, Fabián Estoyanoff 44                                  |
| 23 marca 2003 | Club Nacional de Football – Montevideo Wanderers 1:0 Carlos Juárez 50                                                             |
| 23 marca 2003 | Liverpool Montevideo – River Plate Montevideo 2:2 Ignacio Pallas 13s, Óscar Alsina 72 – Luigi Rodríguez 65, Santiago Silva 87     |
| 23 marca 2003 | Miramar Miramar Misiones – Fénix Montevideo 1:2 Martín Crossa 68 – Marcelo Otero 73, Germán Hornos 88                             |
| 23 marca 2003 | Deportivo Maldonado – Villa Española Montevideo 1:1 Miguel Ximénez 53 – Sergio Santín 30                                          |
| 23 marca 2003 | Plaza Colonia – CA Cerro 1:1 Eduardo Espinell 42 – Adrián Romero 75k                                                              |

### Apertura 6
| Data             | Mecz |
| ---------------- | --- |
| 4 kwietnia 2003  | Defensor Sporting – Danubio FC 1:1 Gonzalo Vargas 11 – Juan Manuel Olivera 44                                                      |
| 5 kwietnia 2003  | Montevideo Wanderers – Tacuarembó 2:0 Miguel Barreto 5, Zinho 77                                                                   |
| 5 kwietnia 2003  | Deportivo Maldonado – CA Peñarol 2:3 Celestino Tejera 80, 93 – Marcelo de Souza 49, Fabián Estoyanoff 70, Daniel Ángel Jiménez 82  |
| 6 kwietnia 2003  | Liverpool Montevideo – Colonia Juan Lacaze 0:1 Mario Amorín 78                                                                     |
| 6 kwietnia 2003  | Club Nacional de Football – Miramar Miramar Misiones 2:0 Sebastián Eguren 35, Sebastián Abreu 46+                                  |
| 6 kwietnia 2003  | River Plate Montevideo – CA Bella Vista 2:4 Santiago Silva 56, 86k – Antonio Esmerode 2, 72, Paulo Medina 50, Gustavo Díaz 91k     |
| 6 kwietnia 2003  | Juventud Las Piedras – Villa Española Montevideo 1:3 Gerardo Larrosa 61 – Nicolás Nicolay 3, 24, Ángel Gutiérrez 30                |
| 6 kwietnia 2003  | Central Español Montevideo – Plaza Colonia 1:0 Leonardo Rojas 55                                                                   |
| 16 kwietnia 2003 | Fénix Montevideo – CA Cerro 2:3 Germán Hornos 35, Adrián Malvárez 49 – Adrián Romero 53k, Alejandro Cichero 60, Víctor Martínez 85 |

### Apertura 7
| Data             | Mecz |
| ---------------- | --- |
| 12 kwietnia 2003 | Danubio FC – Deportivo Maldonado 1:1 Rubén da Silva 72 – Celestino Tejera 89                                                                          |
| 12 kwietnia 2003 | Tacuarembó – Plaza Colonia 0:0 |
| 13 kwietnia 2003 | Fénix Montevideo – Colonia Juan Lacaze 4:3 Adrián Malvárez 15, Germán Hornos 50, 90k, Nicolás Vigneri 87 – Leonardo Medina 16, 86, Rodrigo Roquero 92 |
| 13 kwietnia 2003 | Club Nacional de Football – Liverpool Montevideo 1:0 Sebastián Abreu 72                                                                               |
| 13 kwietnia 2003 | River Plate Montevideo – Montevideo Wanderers 1:1 Luigi Rodríguez 41 – Julio César Ramírez 45k                                                        |
| 13 kwietnia 2003 | Juventud Las Piedras – Miramar Miramar Misiones 1:3 Nathaniel Revetria 41 – Mariano Fonseca 7s, Edgardo Simovic 34, Adrián Speranza 48                |
| 13 kwietnia 2003 | Villa Española Montevideo – Central Español Montevideo 2:2 Ángel Gutiérrez 20, Nicolás Nicolay 36 – Cristian Morán 23, Hugo Costella 35               |
| 13 kwietnia 2003 | CA Cerro – Defensor Sporting 2:1 Damián Álvarez 8, Alberto Ortega 10 – Sergião 82                                                                     |
| 15 kwietnia 2003 | CA Peñarol – CA Bella Vista 1:0 José Herrera 47 |

### Apertura 8
| Data             | Mecz |
| ---------------- | --- |
| 19 kwietnia 2003 | Tacuarembó – Defensor Sporting1:3 Luis Cor 11k – Sebastián Taborda 17, Rolando Schiavi 30k, Gonzalo Vargas 83                                        |
| 19 kwietnia 2003 | Plaza Colonia – Liverpool Montevideo 1:2 Osvaldo Carro 66k – Sebastián Vázquez 44, Carlos García 48                                                  |
| 19 kwietnia 2003 | Villa Española Montevideo – CA Peñarol 2:2 Daniel Hernández 8, Ángel Gutiérrez 50 – Daniel Ángel Jiménez 45, Pablo Bengoechea 70k                    |
| 20 kwietnia 2003 | Montevideo Wanderers – Colonia Juan Lacaze 4:1 Julio César Ramírez 21k, Miguel Barreto 41, Jorge Martínez 43, Sergio Blanco 59 – Leonardo Moreira 88 |
| 20 kwietnia 2003 | Fénix Montevideo – Club Nacional de Football 0:3 Sebastián Abreu 9, 24, Gabriel Álvez 52                                                             |
| 20 kwietnia 2003 | River Plate Montevideo – Juventud Las Piedras 4:1 Santiago Silva 29, 45, Luigi Rodríguez 69, 73 – Nathaniel Revetria 82                              |
| 20 kwietnia 2003 | Miramar Miramar Misiones – Danubio FC 1:0 Adrián Speranza 65                                                                                         |
| 20 kwietnia 2003 | CA Bella Vista – Deportivo Maldonado 5:0 Javier Péndola 2, Daniel Gamarra 7, Gustavo Díaz 36k, Paulo Medina 69, Darwin Barreto 87                    |
| 20 kwietnia 2003 | Central Español Montevideo – CA Cerro 1:0 Cristian Morán 81                                                                                          |

### Apertura 9
| Data             | Mecz |
| ---------------- | --- |
| 25 kwietnia 2003 | Defensor Sporting – Villa Española Montevideo 2:1 Sergião 10, Sebastián Taborda 60 – Nicolás Nicolay 41k                   |
| 26 kwietnia 2003 | CA Cerro – Danubio FC 2:0 Alberto Ortega 10, Fabián Avero 23                                                               |
| 27 kwietnia 2003 | Plaza Colonia – Colonia Juan Lacaze 1:1 Osvaldo Carro 32k – Eduardo Espinell 88s                                           |
| 27 kwietnia 2003 | Tacuarembó – Juventud Las Piedras 1:1 Juan Carlos Reyes 53 – Pedro Renato 69k                                              |
| 27 kwietnia 2003 | Miramar Miramar Misiones – River Plate Montevideo 0:2 Deivis Barone 12, Luigi Rodríguez 16                                 |
| 27 kwietnia 2003 | Liverpool Montevideo – CA Peñarol 0:3 Antonio Pacheco D’Agosti 41, 52, Carlos Bueno 92                                     |
| 27 kwietnia 2003 | Montevideo Wanderers – Central Español Montevideo 3:1 Sergio Blanco 70, 72, Marcelo Mansilla 88s – Hugo Costella 69        |
| 27 kwietnia 2003 | Deportivo Maldonado – Fénix Montevideo 2:2 Celestino Tejera 34, Richard Pérez 89k – Christian Callejas 4, Germán Hornos 83 |
| 30 kwietnia 2003 | CA Bella Vista – Club Nacional de Football 0:3 Oscar Morales 18, Horacio Peralta 42, Gustavo Munúa 68k                     |

### Apertura 10
| Data        | Mecz |
| ----------- | --- |
| 2 maja 2003 | CA Cerro – Colonia Juan Lacaze 2:2 Juan Manuel Toya 23, Adrián Romero 89k – Leonardo Acosta 65, Pablo Meloño 74                                                                    |
| 3 maja 2003 | Club Nacional de Football – Juventud Las Piedras 2:0 Fernando Machado 83, Carlos Juárez 87                                                                                         |
| 3 maja 2003 | Miramar Miramar Misiones – Plaza Colonia 1:1 Pablo Granoche 4 – Eduardo Espinell 74                                                                                                |
| 4 maja 2003 | Tacuarembó – Villa Española Montevideo 1:3 Guillermo Dutra 87 – Ángel Gutiérrez 23, 44, Nicolás Nicolay 30                                                                         |
| 4 maja 2003 | River Plate Montevideo – Defensor Sporting1:2 Santiago Silva 35 – Sebastián Taborda 75k, 90                                                                                        |
| 4 maja 2003 | Liverpool Montevideo – CA Bella Vista 1:0 Alexander Medina 19 |
| 4 maja 2003 | Montevideo Wanderers – Deportivo Maldonado 5:3 Miguel Barreto 17, Julio César Ramírez 47 k, 64, 75k, Sergio Blanco 87 – Celestino Tejera 24, Alcides Machado 52, Miguel Ximénez 67 |
| 4 maja 2003 | Fénix Montevideo – Danubio FC 3:3 Marcelo Broli 24, Javier Cámpora 65, Martín Ligüera 88k – Diego Perrone 8, 75, Omar Pouso 80k                                                    |
| 4 maja 2003 | Central Español Montevideo – CA Peñarol 0:1 Gabriel Cedrés 60 |

### Apertura 11
| Data         | Mecz |
| ------------ | --- |
| 9 maja 2003  | Juventud Las Piedras – Central Español Montevideo 1:2 Marcelo Moreno 63 – Luis Romero 81, Marcelo Mansilla 85                                                                |
| 10 maja 2003 | CA Peñarol – Tacuarembó 2:0 Antonio Pacheco D’Agosti 22, Joe Bizera 54 |
| 10 maja 2003 | Deportivo Maldonado – Liverpool Montevideo 2:1 Agustín Márquez 28, Richard Pérez 88k – Carlos García 43                                                                      |
| 10 maja 2003 | Fénix Montevideo – Villa Española Montevideo 4:3 Martín Ligüera 35, Germán Hornos 36, Juan Ramón Curbelo 50, Nicolás Vigneri 59 – Daniel Hernández 3, Nicolás Nicolay 11, 70 |
| 11 maja 2003 | CA Bella Vista – Colonia Juan Lacaze 1:0 Darwin Barreto 47 |
| 11 maja 2003 | Defensor Sporting – Club Nacional de Football 0:3 Gabriel Álvez 58, Gustavo Méndez 64, Sebastián Abreu 73                                                                    |
| 11 maja 2003 | Plaza Colonia – River Plate Montevideo 1:1 Sergio Leal 55 – Santiago Silva 15                                                                                                |
| 11 maja 2003 | Danubio FC – Montevideo Wanderers 2:1 Yhóner Toro 44, Jádson Viera 55 – Ismael Espiga 41                                                                                     |
| 11 maja 2003 | CA Cerro – Miramar Miramar Misiones 2:2 Adrián Romero 16k, Marcelo Refresquini 88 – Pablo Granoche 2, Adrián Speranza 31                                                     |

### Apertura 12
| Data         | Mecz |
| ------------ | --- |
| 16 maja 2003 | Juventud Las Piedras – Fénix Montevideo 0:3 Germán Hornos 75, 87, Martín Ligüera 83                                                        |
| 17 maja 2003 | Club Nacional de Football – Central Español Montevideo 2:0 Sebastián Abreu 23, Gabriel Álvez 81                                            |
| 17 maja 2003 | Villa Española Montevideo – River Plate Montevideo 3:0 Nicolás Nicolay 57, 69, 75                                                          |
| 18 maja 2003 | Danubio FC – Colonia Juan Lacaze 1:0 Ignacio González 90                                                                                   |
| 18 maja 2003 | Deportivo Maldonado – Tacuarembó 2:1 Richard Pérez 19, Celestino Tejera 66 – Víctor Píriz 53                                               |
| 18 maja 2003 | Defensor Sporting – Liverpool Montevideo 2:2 Andrés Walter Rodríguez 60, Gonzalo Vargas 95 – Alexander Medina 15, 30                       |
| 18 maja 2003 | Miramar Miramar Misiones – Montevideo Wanderers 1:4 Carlos de Castro 5 – Ronald Ramírez 35, Sergio Blanco 73, Julio César Ramírez 79k, 91k |
| 18 maja 2003 | Plaza Colonia – CA Bella Vista 1:1 Gabriel Candia 75 – Paulo Medina 36                                                                     |
| 18 maja 2003 | CA Peñarol – CA Cerro 5:1 Marcelo de Souza 9, 39, Antonio Pacheco D’Agosti 59, Diego Emanuelle 70, Fabián Canobbio 89 – Adrián Romero 19   |

### Apertura 13
| Data         | Mecz |
| ------------ | --- |
| 24 maja 2003 | Miramar Miramar Misiones – Tacuarembó 4:3 Federico Perego 7, Rafael Bermúdez 17, Ulises Cabrera 28, Andrés Caballero 43 – Víctor Píriz 32, 48, Juan Carlos Reyes 47 |
| 24 maja 2003 | CA Peñarol – Fénix Montevideo 6:3 Antonio Pacheco D’Agosti 8, 33, Carlos Bueno 14, 15, 42, Pablo Bengoechea 37 – Marcelo Otero 60, Martín Ligüera 73, 88k           |
| 25 maja 2003 | Central Español Montevideo – Colonia Juan Lacaze 2:1 Luis Jonne 68, Luis Romero 75 – Mario Amorín 17                                                                |
| 25 maja 2003 | CA Cerro – Club Nacional de Football 0:2 Horacio Peralta 46+, Gabriel Álvez 71                                                                                      |
| 25 maja 2003 | River Plate Montevideo – Deportivo Maldonado 0:1 Pablo González 52                                                                                                  |
| 25 maja 2003 | Liverpool Montevideo – Villa Española Montevideo 3:2 Sebastián Vázquez 25, Alexander Medina 64, Carlos García 85 – Nicolás Nicolay 72k, 83                          |
| 25 maja 2003 | Montevideo Wanderers – Plaza Colonia 4:3 Ismael Espiga 17, Julio César Ramírez 44 k, Sergio Blanco 87, Brian Aldave 90 – Sergio Leal 5, 72, 74                      |
| 25 maja 2003 | Danubio FC – CA Bella Vista 1:0 Diego Perrone 37 |
| 25 maja 2003 | Defensor Sporting – Juventud Las Piedras 4:2 William Martínez 38, Gonzalo Vargas 49, Nelson de Armas 62s, Danilo Peinado 87 – Nelson de Armas 36, Pedro Renato 74k  |

### Apertura 14
| Data           | Mecz |
| -------------- | --- |
| 30 maja 2003   | Villa Española Montevideo – Miramar Miramar Misiones 4:3 Nicolás Nicolay 18, 88, Ángel Gutiérrez 43, 61 – Pablo Granoche 37, Ulises Cabrera 75k, Álvaro Becerra 86 |
| 31 maja 2003   | Montevideo Wanderers – Defensor Sporting2:2 Sergio Blanco 8, Julio César Ramírez 12k – Gonzalo Vargas 5, Leonel Libermann 31k                                      |
| 31 maja 2003   | Plaza Colonia – Juventud Las Piedras 2:0 Gonzalo Fontana 20, Gastón Linares 90                                                                                     |
| 1 czerwca 2003 | Deportivo Maldonado – Colonia Juan Lacaze 1:0 Miguel Ximénez 93 |
| 1 czerwca 2003 | Tacuarembó – Danubio FC 1:1 Luis Cor 27k – Carlos Barrionuevo 15                                                                                                   |
| 1 czerwca 2003 | Club Nacional de Football – CA Peñarol 3:1 Sebastián Abreu 19, 77, Horacio Peralta 21 – Pablo Bengoechea 26k                                                       |
| 1 czerwca 2003 | River Plate Montevideo – CA Cerro 0:1 Juan Pablo Rodríguez Conde 73                                                                                                |
| 1 czerwca 2003 | Liverpool Montevideo – Fénix Montevideo 3:1 Alexander Medina 3k, 44k, 85k – Mario Carballo 30                                                                      |
| 1 czerwca 2003 | CA Bella Vista – Central Español Montevideo 1:0 Paulo Medina 23 |

### Apertura 15
| Data            | Mecz |
| --------------- | --- |
| 14 czerwca 2003 | Colonia Juan Lacaze – CA Peñarol 0:6 Antonio Pacheco D’Agosti 25, 84, Carlos Bueno 31, 80, 89, Christian Rodríguez 90                  |
| 14 czerwca 2003 | Miramar Miramar Misiones – Central Español Montevideo 0:2 José Puente 44k, Christian Morán 69                                          |
| 15 czerwca 2003 | Fénix Montevideo – Tacuarembó 2:3 Javier Cámpora 9, Marcelo Broli 18 – Luis Cor 22k, Franco Sosa 45, Juan Carlos Reyes 73              |
| 15 czerwca 2003 | Club Nacional de Football – Deportivo Maldonado 4:2 Gabriel Álvez 40, 85, 90, Carlos Juárez 77 – Martín Rivas 55, Federico Esquivel 69 |
| 15 czerwca 2003 | River Plate Montevideo – Danubio FC 1:2 Adrián Sarkissián 5 – Jádson Viera 80, Diego Perrone 87                                        |
| 15 czerwca 2003 | Liverpool Montevideo – Juventud Las Piedras 2:0 Alexander Medina 8k, Gabriel García 26                                                 |
| 15 czerwca 2003 | CA Cerro – Montevideo Wanderers 4:0 Germán Pérez 3, Juan Ortiz 67, 81, Danilo Baltierra 78                                             |
| 15 czerwca 2003 | CA Bella Vista – Defensor Sporting 0:2 Diego Pérez 38, Sebastián Taborda 61                                                            |
| 15 czerwca 2003 | Plaza Colonia – Villa Española Montevideo 5:2 Osvaldo Carro 2, 37k, Sergio Leal 57, 90, Gastón Linares 83 – Ángel Gutiérrez 28, 41     |

### Apertura 16
| Data            | Mecz |
| --------------- | --- |
| 21 czerwca 2003 | Danubio FC – Club Nacional de Football 3:2 Ignacio González 22, Yhóner Toro 59, Carlos Grosnile 75 – Carlos Juárez 30, Marcelo Guerrero 89 |
| 21 czerwca 2003 | Montevideo Wanderers – Juventud Las Piedras 2:1 Gabriel Rodríguez 52, Ánderson Silva 75 – Marcelo de Armas 54                              |
| 22 czerwca 2003 | Villa Española Montevideo – Colonia Juan Lacaze 0:0                                                                                        |
| 22 czerwca 2003 | Tacuarembó – CA Cerro 3:1 Héctor Vázquez 9, Roberto Raveglia 24, Néstor Silva 83 – Germán Pérez 17k                                        |
| 22 czerwca 2003 | CA Peñarol – River Plate Montevideo 2:1 Carlos Bueno 76, Fabián Canobbio 78 – Adrián Sarkissián 24                                         |
| 22 czerwca 2003 | Central Español Montevideo – Liverpool Montevideo 0:1 Alexander Medina 12                                                                  |
| 22 czerwca 2003 | Defensor Sporting – Miramar Miramar Misiones 0:2 Adrián Speranza 31k, Álvaro Becerra 67                                                    |
| 22 czerwca 2003 | Fénix Montevideo – CA Bella Vista 3:1 Martín Ligüera 27k, Jesús Cono Aguiar 61, Germán Hornos 91 – Paulo Medina 89                         |
| 22 czerwca 2003 | Deportivo Maldonado – Plaza Colonia 1:0 Marcelo Martuciello 3                                                                              |

### Apertura 17
| Data            | Mecz                                                                                              |
| --------------- | ------------------------------------------------------------------------------------------------- |
| 28 czerwca 2003 | Club Nacional de Football – Villa Española Montevideo 1:1 Gabriel Álvez 13 – Nicolás Nicolay 14   |
| 28 czerwca 2003 | Montevideo Wanderers – Fénix Montevideo 2:3 Jorge Martínez 21, Zinho 57 – Germán Hornos 8, 66, 91 |
| 28 czerwca 2003 | Plaza Colonia – Danubio FC 0:4 Jadson Viera Castro 47, Bruno Silva 50, 86, Carlos Grosnile 90     |
| 29 czerwca 2003 | Colonia Juan Lacaze – Juventud Las Piedras 1:2 Leonardo Medina 66 – Cléver Reyes Sosa 44, 77      |
| 29 czerwca 2003 | CA Bella Vista – Tacuarembó 1:2 Antonio Esmerode 42 – Juan Carlos Reyes 24, Luis Cor 62           |
| 29 czerwca 2003 | Central Español Montevideo – River Plate Montevideo 1:1 Sebastián Díaz 25 – Gonzalo Lemes 18      |
| 29 czerwca 2003 | CA Cerro – Liverpool Montevideo 1:2 Germán Pérez 70 – Carlos García 35, Gabriel García 37         |
| 29 czerwca 2003 | CA Peñarol – Miramar Miramar Misiones 1:1 Gabriel Cedrés 20 – Adrián Speranza 21                  |
| 29 czerwca 2003 | Deportivo Maldonado – Defensor Sporting 1:0 Miguel Ximénez 43                                     |

### Tabela końcowa Apertura 2003
| Poz | Klub                       | Mecze | Zw | Rem | Por | Pkt | BrZd | BrStr |
| --- | -------------------------- | ----- | -- | --- | --- | --- | ---- | ----- |
| 1   | Club Nacional de Football  | 17    | 14 | 2   | 1   | 44  | 34   | 9     |
| 2   | CA Peñarol                 | 17    | 12 | 2   | 3   | 38  | 43   | 20    |
| 3   | Danubio FC                 | 17    | 10 | 4   | 3   | 34  | 34   | 19    |
| 4   | Montevideo Wanderers       | 17    | 10 | 3   | 4   | 33  | 40   | 28    |
| 5   | Fénix Montevideo           | 17    | 9  | 2   | 6   | 29  | 41   | 38    |
| 6   | CA Cerro                   | 17    | 8  | 4   | 5   | 28  | 25   | 21    |
| 7   | Deportivo Maldonado        | 17    | 8  | 4   | 5   | 28  | 24   | 26    |
| 8   | Defensor Sporting          | 17    | 8  | 3   | 6   | 27  | 28   | 23    |
| 9   | Liverpool Montevideo       | 17    | 8  | 3   | 6   | 27  | 24   | 24    |
| 10  | Miramar Miramar Misiones   | 17    | 6  | 4   | 7   | 22  | 28   | 27    |
| 11  | CA Bella Vista             | 17    | 6  | 3   | 8   | 21  | 23   | 22    |
| 12  | Central Español Montevideo | 17    | 6  | 3   | 8   | 21  | 15   | 22    |
| 13  | Tacuarembó                 | 17    | 5  | 5   | 7   | 20  | 25   | 26    |
| 14  | Villa Española Montevideo  | 17    | 4  | 5   | 8   | 17  | 31   | 37    |
| 15  | River Plate Montevideo     | 17    | 3  | 4   | 10  | 13  | 18   | 27    |
| 16  | Plaza Colonia              | 17    | 2  | 6   | 9   | 12  | 17   | 26    |
| 17  | Colonia Juan Lacaze        | 17    | 2  | 3   | 12  | 9   | 13   | 36    |
| 18  | Juventud Las Piedras       | 17    | 1  | 2   | 14  | 5   | 11   | 43    |

## Torneo Clausura 2003

### Clausura 1
| Data          | Mecz |
| ------------- | --- |
| 18 lipca 2003 | Central Español Montevideo – Deportivo Maldonado 2:0 Luis Romero 30, Hugo Costela 85                                                         |
| 19 lipca 2003 | CA Bella Vista – Montevideo Wanderers 0:1 Miguel Barreto 13                                                                                  |
| 20 lipca 2003 | Danubio FC – Juventud Las Piedras 1:0 Yhóner Toro 13                                                                                         |
| 20 lipca 2003 | River Plate Montevideo – Colonia Juan Lacaze 3:2 Carlos Diogo 11, Luigi Rodríguez 41, Deivis Barone 57 – Leonardo Medina 24, Pablo Meloño 85 |
| 20 lipca 2003 | Miramar Miramar Misiones – Liverpool Montevideo 1:1 Pablo Granoche 56 – Alexander Medina 44k                                                 |
| 20 lipca 2003 | Villa Española Montevideo – CA Cerro 1:2 José di Conza 57 – Germán Pérez 7k, Alberto Ortega 55                                               |
| 20 lipca 2003 | Plaza Colonia – Fénix Montevideo 2:2 Diego Saint-Pastourz 9, Osvaldo Carro 90k – Martín Ligüera 23k, 91                                      |
| 20 lipca 2003 | Defensor Sporting – CA Peñarol 0:2 Carlos Bueno 7, 90                                                                                        |
| 29 lipca 2003 | Club Nacional de Football – Tacuarembó 2:3 Fernando Machado 21, Rubén Sosa 92 – Horacio Erpen 60, Víctor Píriz 78, Luis Cor 84k              |

### Clausura 2
| Data          | Mecz |
| ------------- | --- |
| 26 lipca 2003 | Tacuarembó – Liverpool Montevideo 1:1 Juan Carlos Reyes 4 – Gonzalo Romero 1                                              |
| 26 lipca 2003 | Club Nacional de Football – River Plate Montevideo 3:1 Julio Rodríguez 35, 69, Alejandro Mello 88 – Luigi Rodríguez 83k   |
| 27 lipca 2003 | Deportivo Maldonado – Juventud Las Piedras 3:0 Celestino Tejera 8, Pablo González 39, Richard Pérez 60k                   |
| 27 lipca 2003 | Villa Española Montevideo – Montevideo Wanderers 1:1 Ángel Gutiérrez 22 – Gabriel Alcoba 41                               |
| 27 lipca 2003 | CA Peñarol – Plaza Colonia 1:0 Gabriel Cedrés 47                                                                          |
| 27 lipca 2003 | Colonia Juan Lacaze – Miramar Miramar Misiones 1:1 Sebastián García 75k – Gustavo Badell 56s                              |
| 27 lipca 2003 | CA Cerro – CA Bella Vista 0:1 Jorge Casanova 86                                                                           |
| 27 lipca 2003 | Central Español Montevideo – Danubio FC 0:3 Yhóner Toro 14, Jorge Curbelo 49, Diego Perrone 78                            |
| 27 lipca 2003 | Defensor Sporting – Fénix Montevideo 1:3 Gonzalo Vargas 54 – Nicolás Vigneri 21, Juan Ramón Curbelo 55, Martín Ligüera 61 |

### Clausura 3
| Data            | Mecz |
| --------------- | --- |
| 2 sierpnia 2003 | Club Nacional de Football – Colonia Juan Lacaze 1:1 William Ferreira 66 – Sebastián García 83                                                                                |
| 3 sierpnia 2003 | Juventud Las Piedras – CA Peñarol 0:1 Gabriel Cedrés 57 |
| 3 sierpnia 2003 | River Plate Montevideo – Tacuarembó 1:0 Darío Flores 38 |
| 3 sierpnia 2003 | Liverpool Montevideo – Montevideo Wanderers 2:1 Alexander Medina 46, 82 – Ronald Ramírez 7                                                                                   |
| 3 sierpnia 2003 | Miramar Miramar Misiones – CA Bella Vista 0:1 Fabián Yantorno 82 |
| 3 sierpnia 2003 | Villa Española Montevideo – Danubio FC 3:3 Ángel Gutiérrez 15, Daniel Hernández 33, Omar Pouso 85s – Jadson Viera Castro 4, Carlos Grosnile 55, Enrique Gonzalo Gutiérrez 89 |
| 3 sierpnia 2003 | Deportivo Maldonado – CA Cerro 1:0 Juan Silva Cerón 72 |
| 3 sierpnia 2003 | Fénix Montevideo – Central Español Montevideo 1:0 Martín Ligüera 78 |
| 3 sierpnia 2003 | Plaza Colonia – Defensor Sporting1:0 Diego Saint-Pastourz 44 |

### Clausura 4
| Data             | Mecz |
| ---------------- | --- |
| 9 sierpnia 2003  | Montevideo Wanderers – CA Peñarol 1:2 Miguel Barreto 60 – Carlos Bueno 32, 51                                                                                         |
| 9 sierpnia 2003  | Colonia Juan Lacaze – Defensor Sporting1:4 Sebastián García 54k – Paulo Henrique 17, Edvaldo 50, Cristian González 52, Gonzalo Vargas 85                              |
| 9 sierpnia 2003  | Fénix Montevideo – River Plate Montevideo 1:2 Martín Ligüera 27 – Palo Russo 60, Deivis Barone 87                                                                     |
| 9 sierpnia 2003  | Liverpool Montevideo – Danubio FC 0:2 Ignacio González 51, Marcelo Sosa 64                                                                                            |
| 10 sierpnia 2003 | Club Nacional de Football – Plaza Colonia 4:2 Julio César Dely Valdés 16, Gustavo Munúa 51k, Angbwa Benoit 69, Marcelo Guerrero 86 – Osvaldo Carro 20, Sergio Leal 48 |
| 10 sierpnia 2003 | Juventud Las Piedras – CA Cerro 1:4 Gustavo Varela Borges 22 – Álvaro Pintos 29, Andoni Damián Álvarez 41k, Alejandro César González 47, Alberto Ortega 64            |
| 10 sierpnia 2003 | Miramar Miramar Misiones – Deportivo Maldonado 2:0 José Bolón 75, 88                                                                                                  |
| 10 sierpnia 2003 | Tacuarembó – Central Español Montevideo 0:2 Aldo Fabián Díaz 63, Hugo Costella 85                                                                                     |
| 17 sierpnia 2003 | CA Bella Vista – Villa Española Montevideo 1:4 Gustavo Díaz 40k – Tabaré López 7, Ángel Gutiérrez 31, Mathias Riquero 51, Pablo Berruti 77s                           |

### Clausura 5
| Data             | Mecz |
| ---------------- | --- |
| 29 sierpnia 2003 | CA Cerro – Plaza Colonia 1:0 Hernán Pintos 60                                                                                |
| 30 sierpnia 2003 | Fénix Montevideo – Miramar Miramar Misiones 1:2 Andrée González 41k – Pablo Granoche 35, 88                                  |
| 31 sierpnia 2003 | Montevideo Wanderers – Club Nacional de Football 1:2 Julio César Ramírez 77k – Julio César Dely Valdés 37k, Fabián Coelho 90 |
| 31 sierpnia 2003 | River Plate Montevideo – Liverpool Montevideo 0:1 Daniel Pereira 92                                                          |
| 31 sierpnia 2003 | Tacuarembó – Colonia Juan Lacaze 0:1 Roberto Bobadilla 47                                                                    |
| 31 sierpnia 2003 | Juventud Las Piedras – CA Bella Vista 1:2 Alejandro Reyes Sosa 89 – Rodrigo Bengua 76, Gustavo Díaz 91k                      |
| 31 sierpnia 2003 | Villa Española Montevideo – Deportivo Maldonado 0:1 Martín Rivas 41                                                          |
| 31 sierpnia 2003 | Central Español Montevideo – Defensor Sporting 2:1 Aldo Fabián Díaz 9, 26 – Edvaldo 87                                       |
| 24 września 2003 | CA Peñarol – Danubio FC 0:0                                                                                                  |

### Clausura 6
| Data             | Mecz |
| ---------------- | --- |
| 12 września 2003 | Miramar Miramar Misiones – Club Nacional de Football 1:1 Ricardo Varela 46 – Julio César Dely Valdés 42                 |
| 13 września 2003 | Danubio FC – Defensor Sporting 0:2 Diego Pérez 39, Paulo Henrique 88k                                                   |
| 14 września 2003 | CA Peñarol – Deportivo Maldonado 2:0 Cristian Rodríguez 55, Carlos Bueno 65                                             |
| 14 września 2003 | Tacuarembó – Montevideo Wanderers 1:1 Roberto Raveglia 54 – Jorge Martínez 40                                           |
| 14 września 2003 | Colonia Juan Lacaze – Liverpool Montevideo 1:2 Carlos García 42s – Alexander Medina 40, 74k                             |
| 14 września 2003 | CA Bella Vista – River Plate Montevideo 1:1 Agustín Viana 57 – Omar Mario Pérez 70k                                     |
| 14 września 2003 | Villa Española Montevideo – Juventud Las Piedras 1:3 Ángel Gutiérrez 52 – Pedro Renato 61, 83, Alejandro Reyes Sosa 86k |
| 14 września 2003 | CA Cerro – Fénix Montevideo 0:0                                                                                         |
| 14 września 2003 | Plaza Colonia – Central Español Montevideo 0:2 Hugo Costela 55, José Puente 63k                                         |

### Clausura 7
| Data             | Mecz |
| ---------------- | --- |
| 19 września 2003 | Defensor Sporting – CA Cerro 0:1 Álvaro Pintos 61                                                                              |
| 20 września 2003 | CA Bella Vista – CA Peñarol 2:2 Jorge Casanova 18, Agustín Viana 60 – Nicolás Rotundo 19, Carlos Bueno 70                      |
| 20 września 2003 | Plaza Colonia – Tacuarembó 0:2 Horacio Erpen 61k, Néstor Silva 65                                                              |
| 21 września 2003 | Liverpool Montevideo – Club Nacional de Football 0:1 Fernando Machado 90k                                                      |
| 21 września 2003 | Miramar Miramar Misiones – Juventud Las Piedras 2:1 Adrián Speranza 29k, Carlos de Castro 74 – Pedro Renato 17k                |
| 21 września 2003 | Colonia Juan Lacaze – Fénix Montevideo 0:1 Nicolás Vigneri 88                                                                  |
| 21 września 2003 | Montevideo Wanderers – River Plate Montevideo 2:2 Miguel Barreto 65, Gerardo Morales 68 – Luigi Rodríguez 13, Deivis Barone 76 |
| 21 września 2003 | Central Español Montevideo – Villa Española Montevideo 1:0 Leonardo Rojas 5                                                    |
| 21 września 2003 | Deportivo Maldonado – Danubio FC 1:1 Miguel Ximénez 92 – Juan Salgueiro 78                                                     |

### Clausura 8
| Data             | Mecz |
| ---------------- | --- |
| 26 września 2003 | CA Cerro – Central Español Montevideo 2:2 Fernando Cañarte 72, 74 – Marcelo Durán 2, 44                   |
| 27 września 2003 | Club Nacional de Football – Fénix Montevideo 1:2 Gustavo Méndez 47 – Nicolás Vigneri 21, Marcelo Broli 81 |
| 28 września 2003 | Liverpool Montevideo – Plaza Colonia 3:1 Gonzalo Romero 39, Alexander Medina 50, 73 – Sergio Leal 32      |
| 28 września 2003 | CA Peñarol – Villa Española Montevideo 2:0 José Luis Chilavert 29k, Mario Leguizamón 69                   |
| 28 września 2003 | Colonia Juan Lacaze – Montevideo Wanderers 0:1 Darwin Quintana 94                                         |
| 28 września 2003 | Danubio FC – Miramar Miramar Misiones 2:1 Marcelo Sosa 49, Ignacio González 85 – Pablo Granoche 55        |
| 28 września 2003 | Defensor Sporting – Tacuarembó 4:0 Paulo Henrique 44, Nicanor Leal 51s, Gonzalo Vargas 68, Edvaldo 84     |
| 28 września 2003 | Deportivo Maldonado – CA Bella Vista 0:0                                                                  |
| 28 września 2003 | Juventud Las Piedras – River Plate Montevideo 0:2 Matías Alonso 67, Deivis Barone 91                      |

### Clausura 9
| Data                | Mecz |
| ------------------- | --- |
| 3 października 2003 | Villa Española Montevideo – Defensor Sporting 0:1 Pablo Munhoz 78                                                             |
| 4 października 2003 | CA Peñarol – Liverpool Montevideo 1:0 Luiz Nunes 19                                                                           |
| 5 października 2003 | River Plate Montevideo – Miramar Miramar Misiones 1:3 Omar Mario Pérez 70k – Pablo Granoche 11, 90, Ricardo Varela 51         |
| 5 października 2003 | Club Nacional de Football – CA Bella Vista 2:3 Diego Scotti 42, Horacio Peralta 74 – Jorge Casanova 46, Marcos Bassini 81, 87 |
| 5 października 2003 | Colonia Juan Lacaze – Plaza Colonia 1:1 Leonardo Medina 23 – Sergio Leal 9                                                    |
| 5 października 2003 | Danubio FC – CA Cerro 1:3 Pablo Lima 88 – Álvaro Pintos 25, 33, Alberto Ortega 81                                             |
| 5 października 2003 | Central Español Montevideo – Montevideo Wanderers 0:1 Jorge Martínez 68                                                       |
| 5 października 2003 | Fénix Montevideo – Deportivo Maldonado 0:1 Ignacio Borja 52                                                                   |
| 5 października 2003 | Juventud Las Piedras – Tacuarembó 3:1 Pedro Renato 32, Gerardo Larrosa 56, Alejandro Reyes Sosa 90 – Roberto Raveglia 19      |

### Clausura 10
| Data                 | Mecz |
| -------------------- | --- |
| 10 października 2003 | CA Bella Vista – Liverpool Montevideo 1:2 Marcos Bassini 59 – Alexander Medina 4, Sebastián Sosa 45                                             |
| 11 października 2003 | CA Peñarol – Central Español Montevideo 3:1 José Luis Chilavert 39k, Carlos Bueno 48, 87 – Hugo Costella 55k                                    |
| 11 października 2003 | Defensor Sporting – River Plate Montevideo 3:3 Diego Pérez 11, Paulo Henrique 26k, 80k – Luigi Rodríguez 17, Richard Porta 75, Matías Alonso 86 |
| 11 października 2003 | Villa Española Montevideo – Tacuarembó 0:0 |
| 11 października 2003 | Colonia Juan Lacaze – CA Cerro 2:0 Roberto Bobadilla 73, Sebastián García 76                                                                    |
| 11 października 2003 | Deportivo Maldonado – Montevideo Wanderers 3:0 Martín Rivas 74, Miguel Ximénez 82, 85                                                           |
| 11 października 2003 | Danubio FC – Fénix Montevideo 1:1 Enrique Gutiérrez 29 – Marcelo Méndez 59k                                                                     |
| 11 października 2003 | Plaza Colonia – Miramar Miramar Misiones 1:3 Sergio Leal 22k – Adrián Speranza 70k, José Bolón 85, Pablo Granoche 91                            |
| 12 października 2003 | Juventud Las Piedras – Club Nacional de Football 0:3 Sebastián Eguren 1, 16, Julio César Dely Valdés 9                                          |

### Clausura 11
| Data                 | Mecz |
| -------------------- | --- |
| 18 października 2003 | Miramar Miramar Misiones – CA Cerro 2:2 Pablo Granoche 48k, Carlos Santa Lucía 88 – Alejandro Cichero 26, Álvaro Pintos 92    |
| 19 października 2003 | Club Nacional de Football – Defensor Sporting 2:2 Sergio Vázquez 56, Angbwa Benoit 66 – Gonzalo Vargas 4, Diego Jaume 71      |
| 19 października 2003 | Tacuarembó – CA Peñarol 2:0 Roberto Raveglia 50, Horacio Erpen 92                                                             |
| 19 października 2003 | Colonia Juan Lacaze – CA Bella Vista 1:0 Sebastián García 17                                                                  |
| 19 października 2003 | River Plate Montevideo – Plaza Colonia 3:2 Richard Porta 5, 89, Omar Mario Pérez 29 – Néstor Fabián Morais 52, Sergio Leal 62 |
| 19 października 2003 | Liverpool Montevideo – Deportivo Maldonado 0:0                                                                                |
| 19 października 2003 | Montevideo Wanderers – Danubio FC 1:1 Julio César Ramírez 25 – Enrique Gonzalo Gutiérrez 81                                   |
| 19 października 2003 | Central Español Montevideo – Juventud Las Piedras 2:1 Leonardo Rojas 20, Luis Romero 48+ – Pedro Renato 44k                   |
| 19 października 2003 | Villa Española Montevideo – Fénix Montevideo 1:2 Robert Cañete 73 – Federico Guerra 28, José Carini 42                        |

### Clausura 12
| Data                 | Mecz |
| -------------------- | --- |
| 25 października 2003 | Montevideo Wanderers – Miramar Miramar Misiones 0:2 Ricardo Varela 26, Adrián Speranza 80                                                              |
| 26 października 2003 | Juventud Las Piedras – Fénix Montevideo 0:2 Nicolás Vigneri 56, Adrián Malvárez 90                                                                     |
| 26 października 2003 | River Plate Montevideo – Villa Española Montevideo 2:0 Gonzalo Lemes 40, Richard Porta 78                                                              |
| 26 października 2003 | Colonia Juan Lacaze – Danubio FC 1:1 Sebastián García 61k – Jorge Anchén 7                                                                             |
| 26 października 2003 | Tacuarembó – Deportivo Maldonado 1:1 Alejandro Loffiego 20 – Miguel Ximénez 22                                                                         |
| 26 października 2003 | Liverpool Montevideo – Defensor Sporting 1:1 Juan Manuel Landaida 29 – Diego Jaume 77                                                                  |
| 26 października 2003 | CA Bella Vista – Plaza Colonia 3:3 Jorge Casanova 58, Marcos Bassini 70, Rodrigo Bengua 85 – Néstor Fabián Morais 48, Gonzalo Ramos 57, Sergio Leal 90 |
| 26 października 2003 | CA Cerro – CA Peñarol 2:1 Roberto Brum 17, Fernando Cañarte 46 – Daniel Ángel Jiménez 67                                                               |
| 30 października 2003 | Club Nacional de Football – Central Español Montevideo 2:0 Horacio Peralta 54k, Miguel Mansilla 92s                                                    |

### Clausura 13
| Data             | Mecz |
| ---------------- | --- |
| 1 listopada 2003 | Fénix Montevideo – CA Peñarol 1:1 José Carini 63 – José Luis Chilavert 73                                            |
| 1 listopada 2003 | CA Bella Vista – Danubio FC 1:2 Marcos Bassini 82 – Jorge Anchén 6, Yhóner Toro 68                                   |
| 1 listopada 2003 | Villa Española Montevideo – Liverpool Montevideo 0:2 Alexander Medina 46, 68                                         |
| 1 listopada 2003 | Plaza Colonia – Montevideo Wanderers 0:2 Gerardo Morales 7, Brian Aldave 89                                          |
| 1 listopada 2003 | Deportivo Maldonado – River Plate Montevideo 2:3 Miguel Ximénez 29k, 34 – Omar Mario Pérez 19k, 37, Richard Porta 89 |
| 1 listopada 2003 | Tacuarembó – Miramar Miramar Misiones 0:1 José Bolón 71                                                              |
| 1 listopada 2003 | Juventud Las Piedras – Defensor Sporting 0:2 Paulo Henrique 82k, Gonzalo Vargas 91                                   |
| 2 listopada 2003 | Club Nacional de Football – CA Cerro 1:1 Gustavo Méndez 22 – Pablo Melo 87                                           |
| 2 listopada 2003 | Colonia Juan Lacaze – Central Español Montevideo 1:0 Pablo Meloño 74                                                 |

### Clausura 14
| Data             | Mecz |
| ---------------- | --- |
| 7 listopada 2003 | Fénix Montevideo – Liverpool Montevideo 1:0 Marcelo Saralegui 59                                                                              |
| 8 listopada 2003 | Miramar Miramar Misiones – Villa Española Montevideo 3:2 Ricardo Varela 13, Pablo Granoche 52, Carlos Santa Lucía 90 – Ángel Gutiérrez 31, 88 |
| 8 listopada 2003 | CA Cerro – River Plate Montevideo 1:0 Fernando Cañarte 70                                                                                     |
| 8 listopada 2003 | Central Español Montevideo – CA Bella Vista 0:1 Jorge Casanova 84                                                                             |
| 9 listopada 2003 | Defensor Sporting – Montevideo Wanderers 4:2 Paulo Henrique 12, 34k, Carlos Díaz 17, Rodrigo Gómez 27 – Julio César Ramírez 23k, 31k          |
| 9 listopada 2003 | Juventud Las Piedras – Plaza Colonia 2:3 Alejandro Reyes Terán 58, Gerardo Larrosa 62 – Damián Iriarte 9, Nelson Techera 18, Sergio Leal 48   |
| 9 listopada 2003 | Colonia Juan Lacaze – Deportivo Maldonado 2:0 Roberto Bobadilla 35, Leonardo Medina 54                                                        |
| 9 listopada 2003 | Danubio FC – Tacuarembó 0:4 Juan Carlos Reyes 33, Horacio Erpen 45, 70, Néstor Silva 90                                                       |
| 9 listopada 2003 | CA Peñarol – Club Nacional de Football 3:1 Gabriel Cedrés 67, Carlos Bueno 81, Fabián Estoyanoff 89 – Sebastián Eguren 85                     |

### Clausura 15
| Data              | Mecz |
| ----------------- | --- |
| 22 listopada 2003 | Deportivo Maldonado – Club Nacional de Football 3:0 Celestino Tejera 31, Miguel Ximénez 68, Agustín Márquez 90                                                                   |
| 23 listopada 2003 | CA Peñarol – Colonia Juan Lacaze 5:2 José Luis Chilavert 19, Fabián Estoyanoff 34, 79, Carlos Bueno 36, Gabriel Cedrés 48 – Sebastián García 5, Leonardo Medina 54               |
| 23 listopada 2003 | Central Español Montevideo – Miramar Miramar Misiones 1:0 Hugo Costella 35 |
| 23 listopada 2003 | Tacuarembó – Fénix Montevideo 0:1 Nicolás Vigneri 58 |
| 23 listopada 2003 | Danubio FC – River Plate Montevideo 2:0 Carlos Grosnile 10, Marcelo Sosa 72 |
| 23 listopada 2003 | Juventud Las Piedras – Liverpool Montevideo 2:5 Gerardo Larrosa 81, Alejandro Reyes Sosa 83 – Sebastián Soria 20, 46, Sebastián Vázquez 32, Óscar Alsina 80, Alexander Medina 82 |
| 23 listopada 2003 | Montevideo Wanderers – CA Cerro 1:1 Julio César Ramírez 30k – Fernando Cañarte 15                                                                                                |
| 23 listopada 2003 | Defensor Sporting – CA Bella Vista 1:1 Andrés Larre 73s – Marcos Basini 6 |
| 23 listopada 2003 | Villa Española Montevideo – Plaza Colonia 0:0 |

### Clausura 16
| Data              | Mecz |
| ----------------- | --- |
| 26 listopada 2003 | Juventud Las Piedras – Montevideo Wanderers 1:1 Pedro Renato 10k – Marcelo Damiano 69                                                    |
| 26 listopada 2003 | Colonia Juan Lacaze – Villa Española Montevideo 5:1 Sebastián García 12, 39, 67, Leonardo Medina 76k, Pablo Meloño 83 – Robert Cañete 86 |
| 26 listopada 2003 | Plaza Colonia – Deportivo Maldonado 0:0                                                                                                  |
| 26 listopada 2003 | Club Nacional de Football – Danubio FC 3:0 Julio César Dely Valdés 16, 61, Marcelo Guerrero 17                                           |
| 27 listopada 2003 | River Plate Montevideo – CA Peñarol 0:1 Daniel Ángel Jiménez 85                                                                          |
| 27 listopada 2003 | CA Cerro – Tacuarembó 2:2 Álvaro Pintos 7, 35k – Roberto Raveglia 10, Héctor Vázquez 48                                                  |
| 27 listopada 2003 | CA Bella Vista – Fénix Montevideo 2:0 Marcos Bassini 5, 36                                                                               |
| 27 listopada 2003 | Miramar Miramar Misiones – Defensor Sporting1:3 Pablo Granoche 90 – Danilo Peinado 38, Andrés Walter Rodríguez 79, Gonzalo Vargas 92     |
| 27 listopada 2003 | Liverpool Montevideo – Central Español Montevideo 2:1 Alexander Medina 46, Sebastián Rodrigo Vázquez 90 – José Enrique de los Santos 69  |

### Clausura 17
| Data              | Mecz |
| ----------------- | --- |
| 29 listopada 2003 | Villa Española Montevideo – Club Nacional de Football 0:0                                                                          |
| 29 listopada 2003 | Danubio FC – Plaza Colonia 1:0 Junior Aliberti                                                                                     |
| 30 listopada 2003 | Fénix Montevideo – Montevideo Wanderers 2:2 Marcelo Saralegui 28k, Christian Callejas 49 – Ismael Espiga 14, Sebastián Valverde 76 |
| 30 listopada 2003 | Juventud Las Piedras – Colonia Juan Lacaze 2:2 Pedro Renato 19, Gerardo Larrosa 45 – Leonardo Medina 25, 40                        |
| 30 listopada 2003 | Tacuarembó – CA Bella Vista 2:3 Néstor Silva 9, 21 – Marcos Bassini 25, 85k, Fabián Yantorno 43                                    |
| 30 listopada 2003 | River Plate Montevideo – Central Español Montevideo 2:1 Omar Mario Pérez 30, Richard Porta 52 – Federico Ferrari 80                |
| 30 listopada 2003 | Liverpool Montevideo – CA Cerro 1:0 Juan Morán 83k                                                                                 |
| 30 listopada 2003 | Miramar Miramar Misiones – CA Peñarol 1:3 Ricardo Varela 4 – Fabián Césaro 10, Pablo Bengoechea 73, Daniel Ángel Jiménez 82        |
| 30 listopada 2003 | Defensor Sporting – Deportivo Maldonado 1:0 Edvaldo 21                                                                             |

### Tabela końcowa Clausura 2003
| Poz | Klub                       | Mecze | Zw | Rem | Por | Pkt | BrZd | BrStr |
| --- | -------------------------- | ----- | -- | --- | --- | --- | ---- | ----- |
| 1   | CA Peñarol                 | 17    | 12 | 3   | 2   | 39  | 30   | 13    |
| 2   | Liverpool Montevideo       | 17    | 9  | 4   | 4   | 31  | 23   | 15    |
| 3   | Fénix Montevideo           | 17    | 8  | 5   | 4   | 29  | 21   | 16    |
| 4   | Defensor Sporting          | 17    | 8  | 4   | 5   | 28  | 30   | 20    |
| 5   | Miramar Miramar Misiones   | 17    | 8  | 4   | 5   | 28  | 26   | 21    |
| 6   | CA Cerro                   | 17    | 7  | 6   | 4   | 27  | 22   | 17    |
| 7   | River Plate Montevideo     | 17    | 8  | 3   | 6   | 27  | 26   | 25    |
| 8   | Danubio FC                 | 17    | 7  | 6   | 4   | 27  | 21   | 21    |
| 9   | Club Nacional de Football  | 17    | 7  | 5   | 5   | 26  | 29   | 23    |
| 10  | CA Bella Vista             | 17    | 7  | 5   | 5   | 26  | 23   | 22    |
| 11  | Deportivo Maldonado        | 17    | 6  | 5   | 6   | 23  | 16   | 14    |
| 12  | Colonia Juan Lacaze        | 17    | 6  | 5   | 6   | 23  | 24   | 23    |
| 13  | Central Español Montevideo | 17    | 7  | 1   | 9   | 22  | 17   | 20    |
| 14  | Montevideo Wanderers       | 17    | 4  | 7   | 6   | 18  | 19   | 24    |
| 15  | Tacuarembó                 | 17    | 4  | 5   | 8   | 17  | 19   | 23    |
| 16  | Plaza Colonia              | 17    | 2  | 5   | 10  | 11  | 16   | 30    |
| 17  | Villa Española Montevideo  | 17    | 1  | 5   | 11  | 8   | 14   | 29    |
| 18  | Juventud Las Piedras       | 17    | 2  | 2   | 13  | 8   | 17   | 37    |

## Tabela całoroczna 2003
Tabela decydowała o tym, który z klubów spadnie do drugiej ligi.
| Poz | Klub                       | Mecze | Zw | Rem | Por | Pkt | BrZd | BrStr |
| --- | -------------------------- | ----- | -- | --- | --- | --- | ---- | ----- |
| 1   | CA Peñarol                 | 34    | 24 | 5   | 5   | 77  | 73   | 33    |
| 2   | Club Nacional de Football  | 34    | 21 | 7   | 6   | 70  | 63   | 32    |
| 3   | Danubio FC                 | 34    | 17 | 10  | 7   | 61  | 55   | 40    |
| 4   | Fénix Montevideo           | 34    | 17 | 7   | 10  | 58  | 62   | 54    |
| 5   | Liverpool Montevideo       | 34    | 17 | 7   | 10  | 58  | 47   | 39    |
| 6   | Defensor Sporting          | 34    | 16 | 7   | 11  | 55  | 58   | 43    |
| 7   | CA Cerro                   | 34    | 15 | 10  | 9   | 55  | 47   | 38    |
| 8   | Montevideo Wanderers       | 34    | 14 | 10  | 10  | 52  | 59   | 52    |
| 9   | Deportivo Maldonado        | 34    | 14 | 9   | 11  | 51  | 40   | 40    |
| 10  | Miramar Miramar Misiones   | 34    | 14 | 8   | 12  | 50  | 54   | 48    |
| 11  | CA Bella Vista             | 34    | 13 | 8   | 13  | 47  | 46   | 44    |
| 12  | Central Español Montevideo | 34    | 13 | 4   | 17  | 43  | 32   | 42    |
| 13  | River Plate Montevideo     | 34    | 11 | 7   | 16  | 40  | 44   | 52    |
| 14  | Tacuarembó                 | 34    | 9  | 10  | 15  | 37  | 44   | 49    |
| 15  | Colonia Juan Lacaze        | 34    | 8  | 8   | 18  | 32  | 37   | 59    |
| 16  | Villa Española Montevideo  | 34    | 5  | 10  | 19  | 25  | 45   | 66    |
| 17  | Plaza Colonia              | 34    | 4  | 11  | 19  | 23  | 33   | 56    |
| 18  | Juventud Las Piedras       | 34    | 3  | 4   | 27  | 13  | 28   | 80    |

Do drugiej ligi spadły dwa najgorsze według całorocznej tabeli kluby z Montevideo (River Plate Montevideo i Villa Española Montevideo) oraz najgorszy z klubów z prowincji (Juventud Las Piedras).

## Najlepsi strzelcy całego sezonu
Klasyfikacja obejmuje turnieje Apertura i Clausura.
| Gole | Ap | Cl | Piłkarz             | Klub                                                               |
| ---- | -- | -- | ------------------- | ------------------------------------------------------------------ |
| 22   | 10 | 12 | Alexander Medina    | Liverpool Montevideo                                               |
| 18   | 8  | 10 | Carlos Bueno        | CA Peñarol                                                         |
| 16   | 11 | 5  | Julio César Ramírez | Montevideo Wanderers                                               |
| 15   | 9  | 6  | Ángel Gutiérrez     | Villa Española Montevideo                                          |
| 14   | 14 | 0  | Nicolás Nicolay     | Villa Española Montevideo                                          |
| 13   | 3  | 10 | Pablo Granoche      | Miramar Miramar Misiones                                           |
| 13   | 6  | 7  | Sergio Leal         | Plaza Colonia                                                      |
| 12   | 12 | -  | Germán Hornos       | Fénix Montevideo po turnieju Apertura transfer do klubu Sevilla FC |
| 12   | 6  | 6  | Gonzalo Vargas      | Defensor Sporting                                                  |

- Ap – Torneo Apertura
- Cl – Torneo Clausura

## Campeonato Uruguay 2003
O mistrzostwo kraju mogli ubiegać się w sezonie 2003: zwycięzca turnieju Apertura (Club Nacional de Football), zwycięzca turnieju Clausura (CA Peñarol) oraz klub, który zajmie pierwsze miejsce w tabeli całorocznej (CA Peñarol). Po rozegraniu półfinału pomiędzy mistrzami turniejów Apertura i Clausura, zwycięzca półfinału miał się zmierzyć z zespołem, który zajął pierwsze miejsce w tabeli całorocznej.
| Półfinałowy mecz o mistrzostwo Urugwaju |
| --- |
| 4 grudnia 2003 Estadio Centenario CA Peñarol – Club Nacional de Football 1:0 (1:0) Widzów: 40 000 Sędzia: Gustavo Méndez (Edgardo Acosta, Marcelo Costa) Bramki: Joe Bizera 45+3 Czerwone kartki: Nicolás Rotundo 49 – Angbwa Benoit 10, Leonardo Romay 45+4 (ławka rezerwowych), Fabián Coelho 45+4, Daniel Carreño 45+4 (trener), Alejandro Mello 82, Oscar Morales 90+5 Żółte kartki: Nicolás Rotundo 21, Edgard Álvarez 29, Marcelo de Souza 42, José Luis Chilavert 45, Alejandro Lago 88 – Angbwa Benoit 6, Gustavo Méndez 7, Sebastián Eguren 45, Julio César Dely Valdés 56, Carlos Valdez 60. Club Atlético Peñarol: José Luis Chilavert – Marcelo de Souza, Joe Bizera, Alejandro Lago, Edgard Álvarez (Leonel Philipauskas 52), Cristian Rodríguez – Nicolás Rotundo, Fabián Césaro (Luiz Nunes 43), Gabriel Cedrés – Fabián Estoyanoff (Martín Adrián García 65), Carlos Bueno. Trener: Diego Aguirre. Rezerwowi: Adrián Berbia, José Herrera, Pablo Bengoechea, Daniel Ángel Jiménez. Club Nacional de Football: Jorge Bava – Angbwa Benoit, Carlos Valdez, Alejandro Curbelo, Daniel Leites, Sebastián Eguren (Diego Scotti 80), Gustavo Méndez, Oscar Morales, Sergio Vázquez (Horacio Peralta 50) – Marcelo Guerrero, Julio César Dely Valdés (Alejandro Mello 70). Trener: Daniel Carreño. Rezerwowi: Leonardo Romay, Carlos Camejo, Rubén Sosa, Fabián Coelho. |

Teraz zwycięzca półfinału (CA Peñarol) miał się zmierzyć z pierwszą drużyną w tabeli całorocznej. Ponieważ pierwszym zespołem był również klub CA Peñarol, klub ten został mistrzem Urugwaju w 2003 roku. Wicemistrzem Urugwaju został Club Nacional de Football.

## Liguilla Pre-Libertadores 2003

### Kolejka 1
| Data           | Mecz |
| -------------- | --- |
| 3 grudnia 2003 | Fénix Montevideo – Danubio FC 2:2 Federico Guerra 54, Richard Pellejero 88 – Enrique Gonzalo Gutiérrez 61, 89                            |
| 3 grudnia 2003 | Montevideo Wanderers – Liverpool Montevideo 1:3 Miguel Barreto 62 – Alexander Medina 5, Sebastián Soria 20, Sebastián Rodrigo Vázquez 68 |
| 3 grudnia 2003 | CA Cerro – Miramar Miramar Misiones 2:2 Hernán Pintos 64, Álvaro Pintos 76k – Rodolfo López 50, Adrián Romero 82s                        |
| 3 grudnia 2003 | Deportivo Maldonado – Defensor Sporting 2:1 Fabricio Cetraro 21, Miguel Ximénez 28 – Danilo Peinado 48                                   |

### Kolejka 2
| Data           | Mecz |
| -------------- | --- |
| 8 grudnia 2003 | Danubio FC – Montevideo Wanderers 2:1 Enrique Gonzalo Gutiérrez 17, 85 – Julio César Ramírez 47k                                                  |
| 8 grudnia 2003 | Defensor Sporting – CA Cerro 1:1 Álvaro Pintos 7 – Diego Jaume 21 mecz przerwany w 71 minucie z powodu awarii światła, dokończony następnego dnia |
| 8 grudnia 2003 | Fénix Montevideo – Deportivo Maldonado 0:0 |
| 9 grudnia 2003 | Defensor Sporting – CA Cerro 1:1 dokończenie pozostałych 19 minut z dnia 8 grudnia 2003                                                           |
| 9 grudnia 2003 | Miramar Miramar Misiones – Liverpool Montevideo 1:3 José Bolón 25 – Sebastián Soria 54, Sebastián Rodrigo Vázquez 59, Luís Aguiar 80              |

### Kolejka 3
| Data            | Mecz                                                                                     |
| --------------- | ---------------------------------------------------------------------------------------- |
| 11 grudnia 2003 | Deportivo Maldonado – Danubio FC 0:2 Yhóner Toro 73, Enrique Gonzalo Gutiérrez 77        |
| 11 grudnia 2003 | Montevideo Wanderers – Miramar Miramar Misiones 2:0 Miguel Barreto 76, Jorge Martínez 90 |
| 11 grudnia 2003 | Defensor Sporting – Fénix Montevideo 0:1 Andrée González 65k                             |
| 11 grudnia 2003 | Liverpool Montevideo – CA Cerro 0:0                                                      |

### Kolejka 4
| Data            | Mecz |
| --------------- | --- |
| 14 grudnia 2003 | Deportivo Maldonado – Liverpool Montevideo 2:1 Richard Pérez 15k, Miguel Ximénez 59 – Juan Landaida 32                                         |
| 14 grudnia 2003 | CA Cerro – Montevideo Wanderers 1:0 Fernando Cañarte 77                                                                                        |
| 15 grudnia 2003 | Miramar Miramar Misiones – Fénix Montevideo 0:1 Andrés Caballero 86s                                                                           |
| 15 grudnia 2003 | Danubio FC – Defensor Sporting 1:6 Jorge Curbelo 71 – Maxi Pereira 17, Edvaldo 30, Gonzalo Vargas 43, 45, Paulo Henrique 76, Álvaro Navarro 77 |

### Kolejka 5
| Data            | Mecz |
| --------------- | --- |
| 17 grudnia 2003 | Fénix Montevideo – CA Cerro 0:1 Fernando Cañarte 44                                                                    |
| 17 grudnia 2003 | Liverpool Montevideo – Danubio FC 1:1 Sebastián Soria 61 – Enrique Gonzalo Gutiérrez 53                                |
| 17 grudnia 2003 | Defensor Sporting – Miramar Miramar Misiones 1:1 Andrés Walter Rodríguez 87 – Adrián Speranza 90                       |
| 17 grudnia 2003 | Montevideo Wanderers – Deportivo Maldonado 2:2 Marcelo Damiano 21, Hugo Souza 82 – Celestino Tejera 30, Bruno Piano 87 |

### Kolejka 6
| Data            | Mecz |
| --------------- | --- |
| 19 grudnia 2003 | Montevideo Wanderers – Fénix Montevideo 1:3 Julio César Ramírez 41k – José Carini 10, Marcelo Saralegui 66k, 79 |
| 19 grudnia 2003 | Danubio FC – Miramar Miramar Misiones 2:1 Juan Manuel Olivera 1, 45 – Adrián Speranza 90                        |
| 19 grudnia 2003 | CA Cerro – Deportivo Maldonado 0:0                                                                              |
| 19 grudnia 2003 | Liverpool Montevideo – Defensor Sporting 1:0 Luís Aguiar 78                                                     |

### Kolejka 7
| Data            | Mecz                                                                                       |
| --------------- | ------------------------------------------------------------------------------------------ |
| 21 grudnia 2003 | Defensor Sporting – Montevideo Wanderers 1:1 Diego Pérez 34 – Víctor Fagúndez 62           |
| 21 grudnia 2003 | Miramar Miramar Misiones – Deportivo Maldonado 0:2 Federico Esquivel 68, Miguel Ximénez 80 |
| 21 grudnia 2003 | Fénix Montevideo – Liverpool Montevideo 1:0 Adrián Malvárez 88                             |
| 21 grudnia 2003 | Danubio FC – CA Cerro 0:0                                                                  |

### Tabela Liguilla Pre-Libertadores 2003
| Poz | Klub                     | Mecze | Zw | Rem | Por | Pkt | BrZd | BrStr |
| --- | ------------------------ | ----- | -- | --- | --- | --- | ---- | ----- |
| 1   | Fénix Montevideo         | 7     | 4  | 2   | 1   | 14  | 8    | 4     |
| 2   | Deportivo Maldonado      | 7     | 3  | 3   | 1   | 12  | 8    | 6     |
| 3   | Danubio FC               | 7     | 3  | 3   | 1   | 12  | 10   | 11    |
| 4   | Liverpool Montevideo     | 7     | 3  | 2   | 2   | 11  | 9    | 6     |
| 5   | CA Cerro                 | 7     | 2  | 5   | 0   | 11  | 5    | 3     |
| 6   | Defensor Sporting        | 7     | 1  | 3   | 3   | 6   | 10   | 8     |
| 7   | Montevideo Wanderers     | 7     | 1  | 2   | 4   | 5   | 8    | 12    |
| 8   | Miramar Miramar Misiones | 7     | 0  | 2   | 5   | 2   | 5    | 13    |

Ze względu na równą liczbę punktów drugi i trzeci zespół w tabeli rozegrali ze sobą mecz barażowy o wicemistrzostwo turnieju Liguilla.
| Baraż o drugie miejsce |
| --- |
| 23 grudnia 2003 Estadio Centenario Danubio FC – Deportivo Maldonado 2:1 Pablo Lima 63, Juan Manuel Olivera 68 – Miguel Ximénez 89 |

Copa Libertadores 2004
- CA Peñarol (Mistrz Urugwaju)
- Club Nacional de Football (Wicemistrz Urugwaju)
- Fénix Montevideo (Zwycięzca turnieju Liguilla)

Copa Sudamericana 2004
- CA Peñarol (Mistrz Urugwaju)
- Danubio FC (Wicemistrz Liguilla)